# Голенищеве (Хмельницький район)
Голенище́ве — село в Україні, у Летичівській селищній громаді Хмельницького району Хмельницької області. Населення становить 727 осіб.

## Географія
У селі річка Безіменна впадає у річку Згар.

## Історія
7 (20) листопада 1917 року, відповідно до Третього Універсалу Української Центральної Ради, увійшло до складу Української Народної Республіки.
31 жовтня 1921 р. під час Листопадового рейду через Голенищеве проходила Подільська група (командувач Михайло Палій-Сидорянський) Армії Української Народної Республіки.
12 червня 2020 року, відповідно до розпорядження Кабінету Міністрів України № 727-р «Про визначення адміністративних центрів та затвердження територій територіальних громад Хмельницької області», увійшло до складу Летичівської селищної територіальної громади.
19 липня 2020 року, в результаті адміністративно-територіальної реформи та ліквідації Летичівського району, село увійшло до складу новоутвореного Хмельницького району.

## Галерея

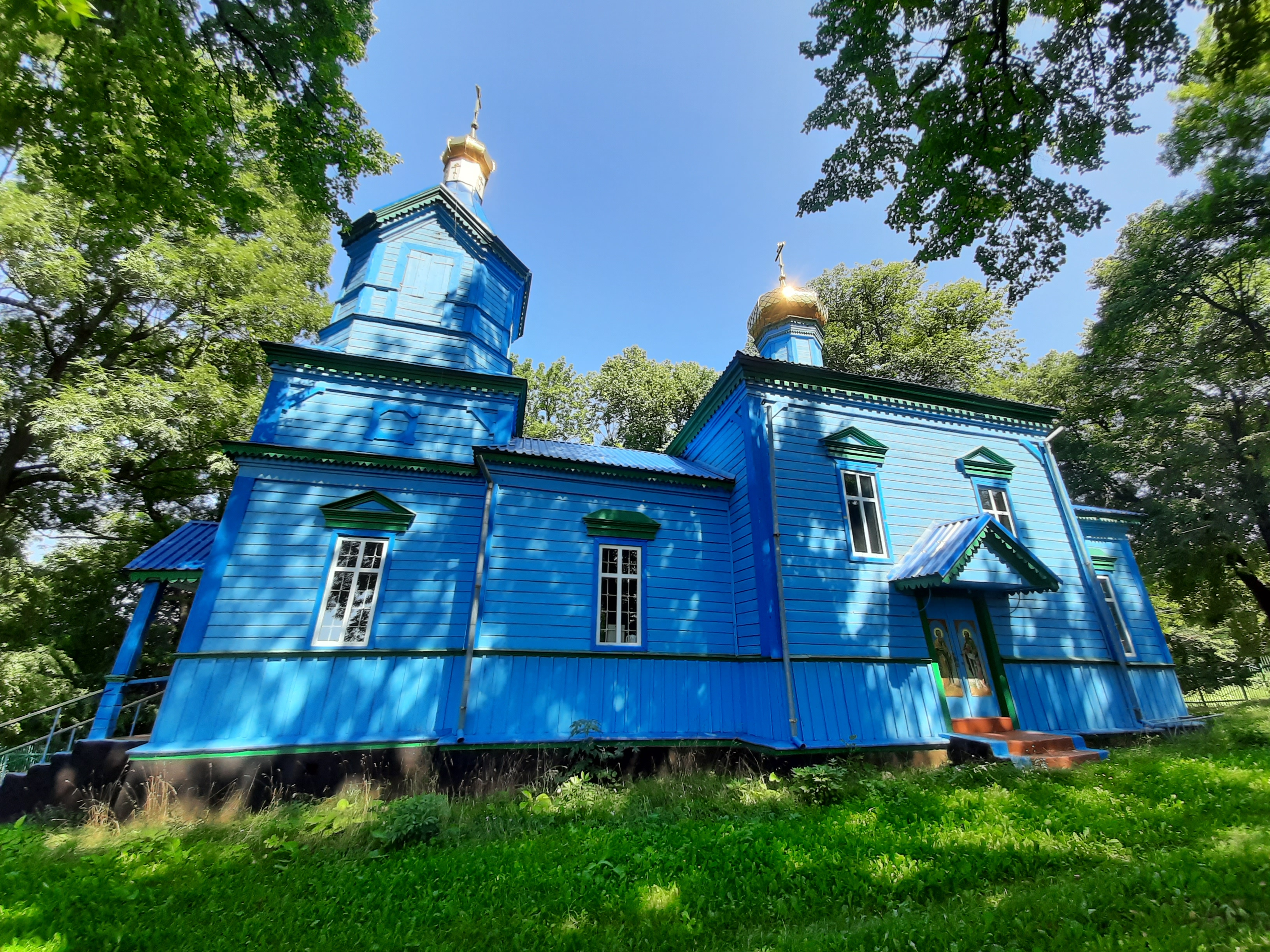
Покровська церква
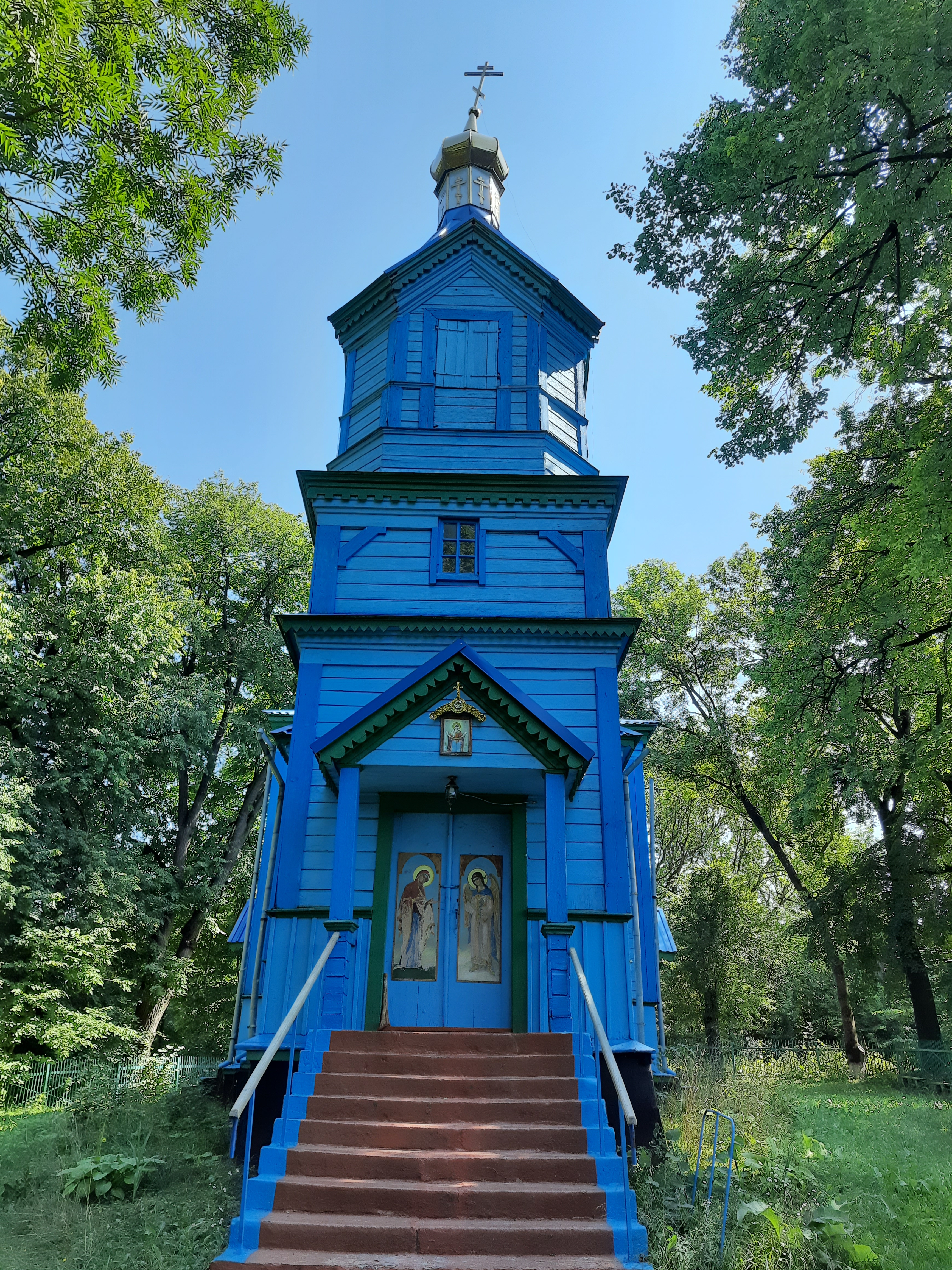
Покровська церква
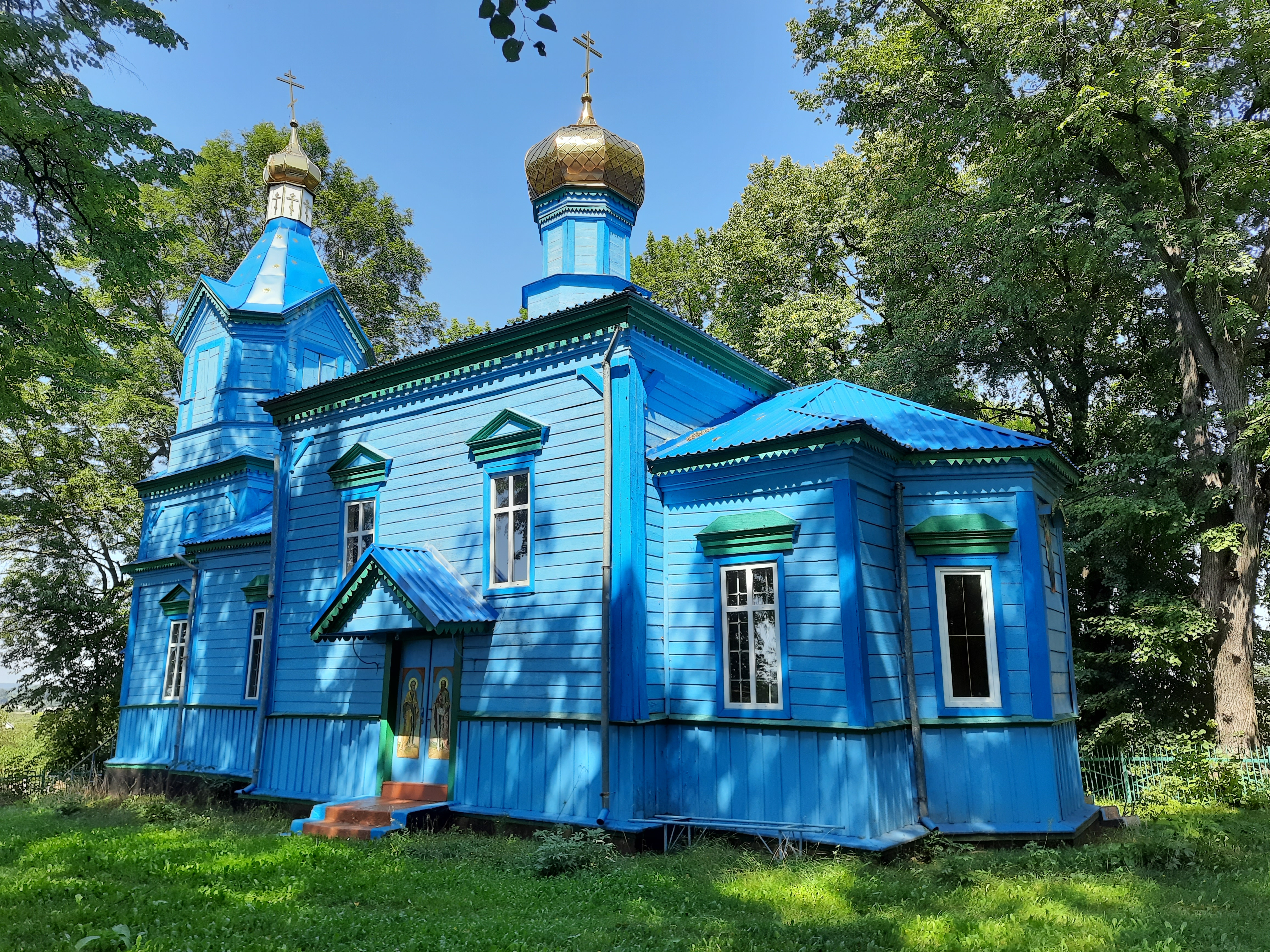
Покровська церква
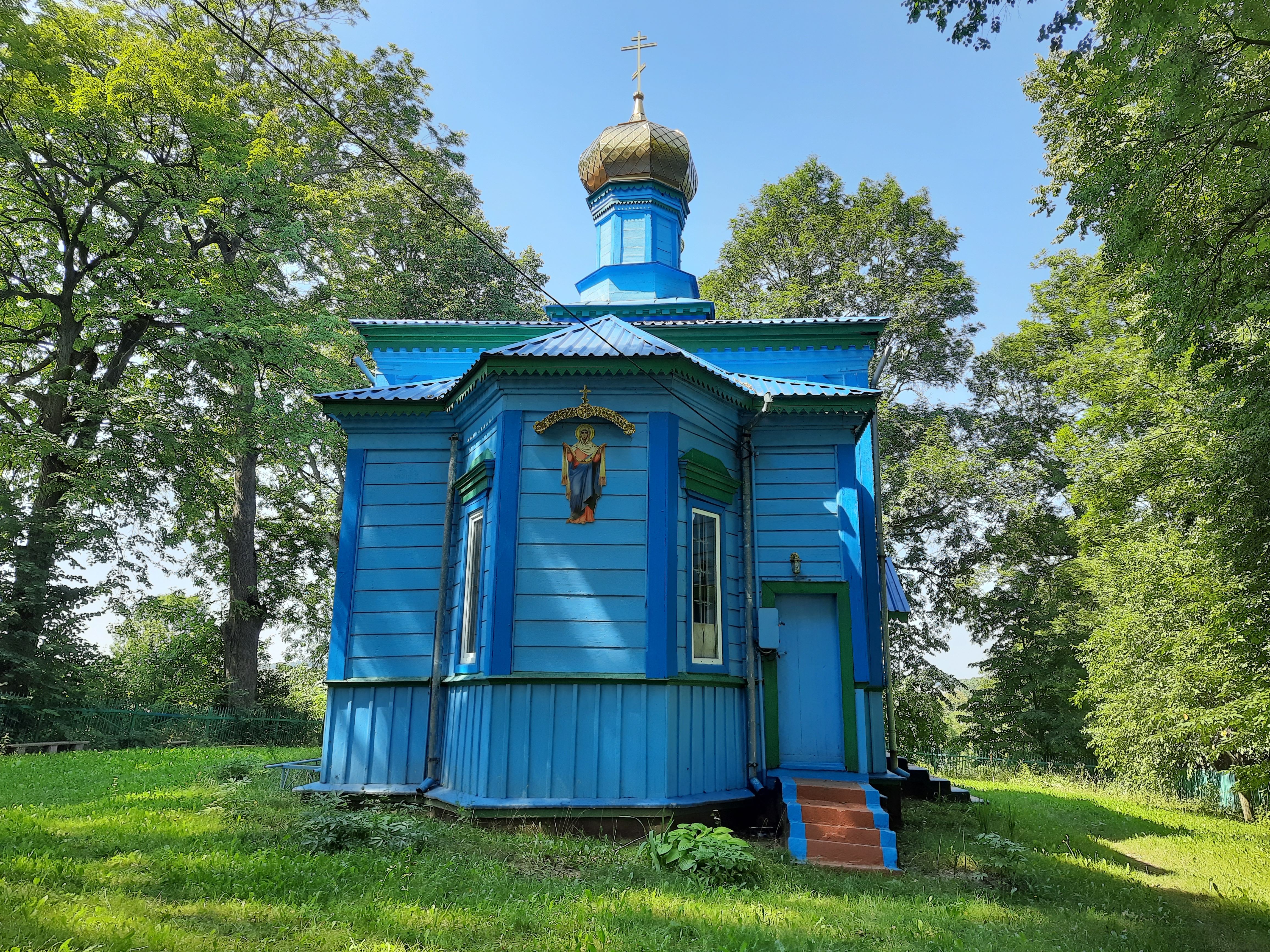
Покровська церква
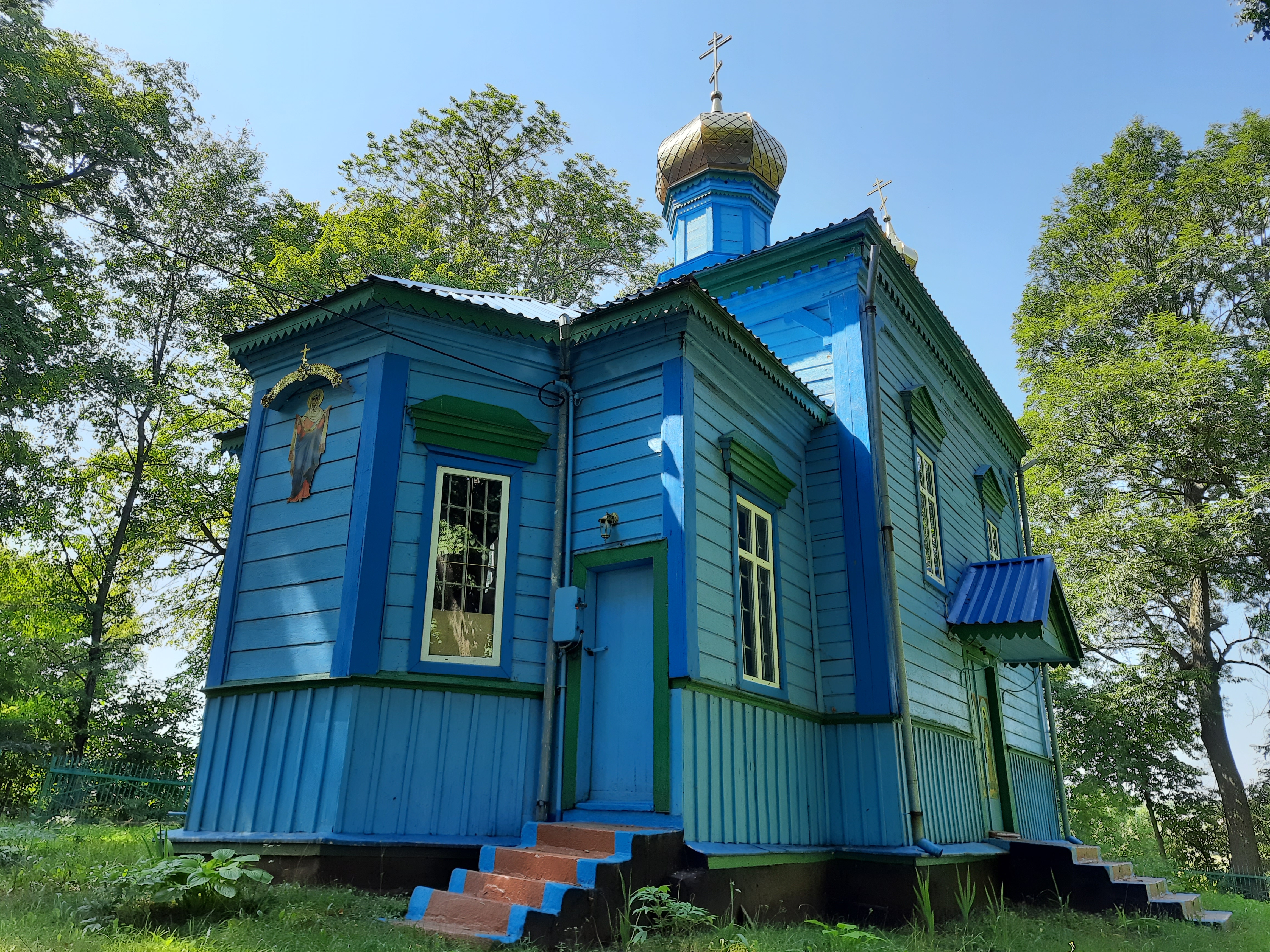
Покровська церква
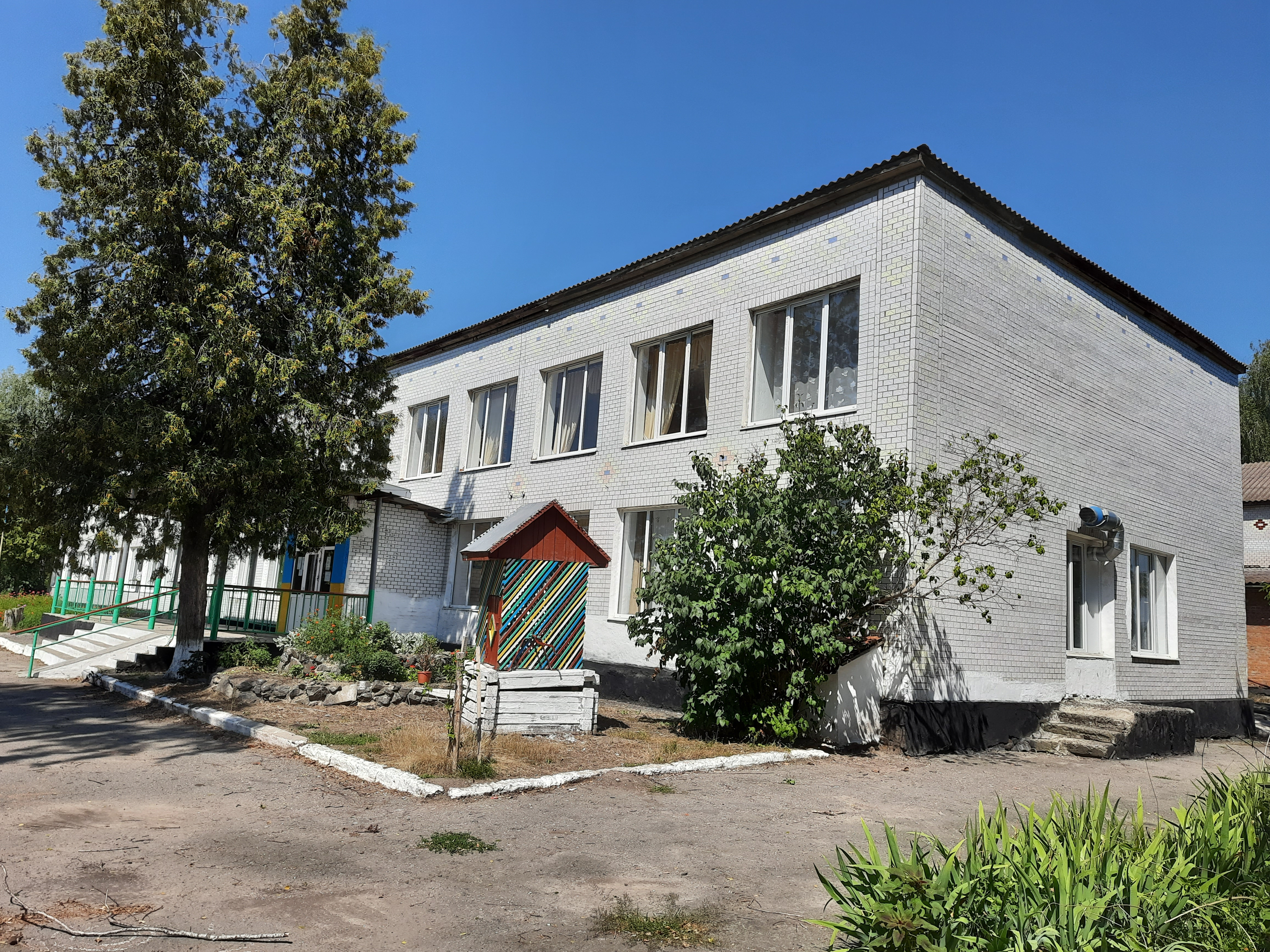
Школа
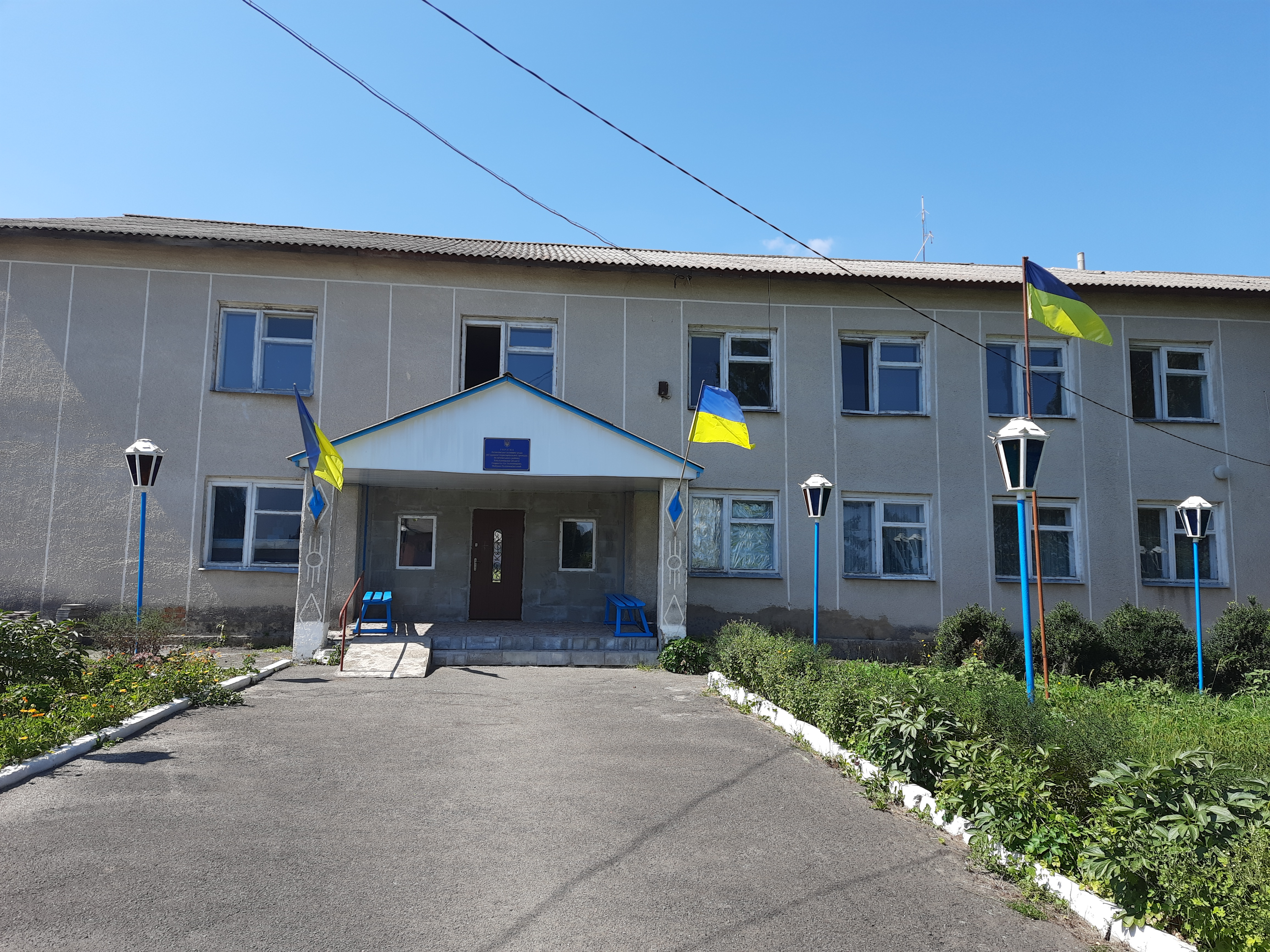
Старостат
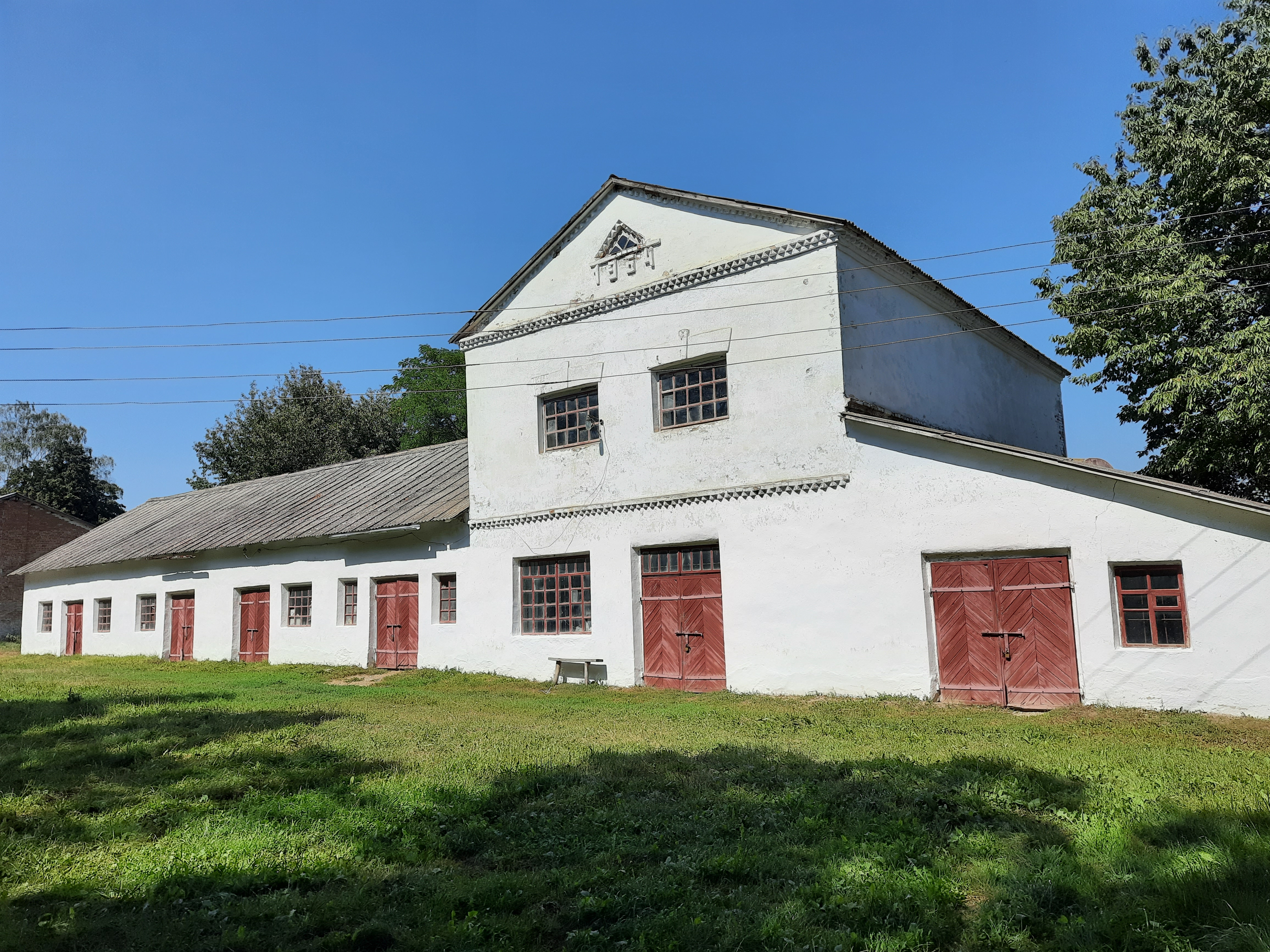
Господарська будівля
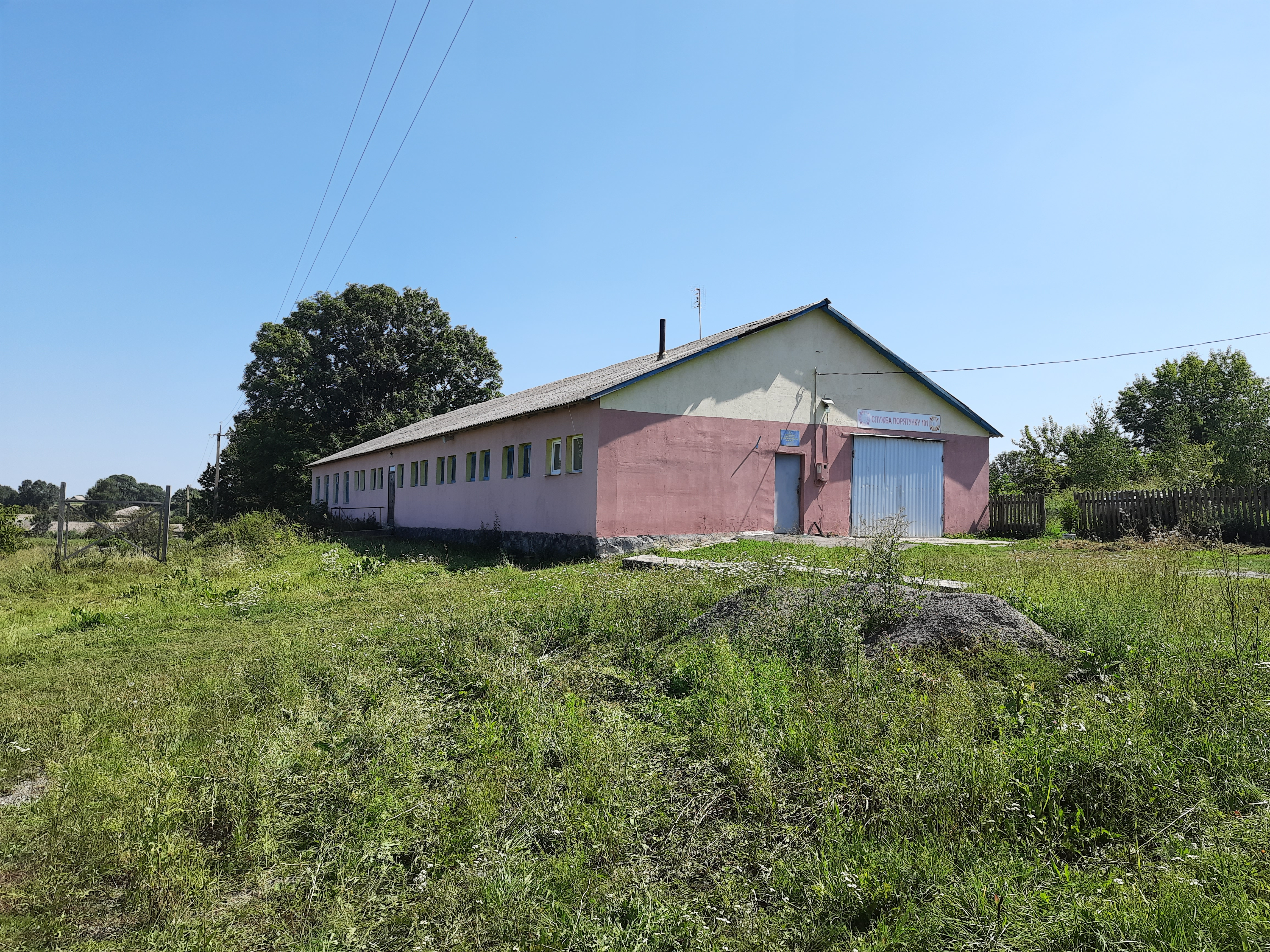
Пожежне депо